# Sekundomer
Sekundomer (russisk: Секундомер) er en sovjetisk spillefilm fra 1970 af Rezo Esadze.

## Medvirkende
- Nikolaj Oljalin som Sergej Lavrov
- Natalja Antonova som Natalja
- Viktorija Beskova som Vera
- Lilija Alesjnikova som Tamara
- Irina Kuberskaja som Asja